# 绿苞细齿南星
绿苞细齿南星（学名：Arisaema serratum var. viridescens）是天南星科天南星属细齿南星的变种。分布于日本及中国浙江等地。